# Tur (gromada w powiecie poddębickim)
Tur – dawna gromada, czyli najmniejsza jednostka podziału terytorialnego Polskiej Rzeczypospolitej Ludowej w latach 1954–1972.
Gromady, z gromadzkimi radami narodowymi (GRN) jako organami władzy najniższego stopnia na wsi, funkcjonowały od reformy reorganizującej administrację wiejską przeprowadzonej jesienią 1954 do momentu ich zniesienia z dniem 1 stycznia 1973, tym samym wypierając organizację gminną w latach 1954–1972.
Gromadę Tur siedzibą GRN w Turze utworzono – jako jedną z 8759 gromad na obszarze Polski – w powiecie łęczyckim w woj. łódzkim, na mocy uchwały nr 32/54 WRN w Łodzi z dnia 4 października 1954. W skład jednostki weszły obszary dotychczasowych gromad Golice i Sworawa ze zniesionej gminy Poddębice oraz obszary dotychczasowych gromad Nowa Wieś, Truskawiec i Tur ze zniesionej gminy Gostków w tymże powiecie. Dla gromady ustalono 16 członków gromadzkiej rady narodowej.
1 stycznia 1956 gromada weszła w skład nowo utworzonego powiatu poddębickiego w tymże województwie.
31 grudnia 1961 do gromady Tur przyłączono kolonię Plewnik II i kolonię Plewnik III z gromady Brudnów oraz wieś Tarnowa ze zniesionej gromady Przekora.
1 lipca 1968 gromadę zniesiono, a jej obszar włączono do gromad: Praga (wieś Tarnowa, wieś Sworowa, wieś i parcelę Gorlice, kolonię Budki, przysiółek Jabłonka, kolonię Małe, kolonię Małe Brzezinki, przysiółek Bugaj oraz wieś Mrowiczna) i Wartkowice (wieś Nowa Wieś, wieś Tur, wieś Plewnik II, kolonię Plewnik I, wieś Truskawiec oraz wieś Wilkowice) w tymże powiecie.